# Hans Gram
Hans Gram (Copenaghen, 20 maggio 1754 – Boston, 28 aprile 1804) è stato un compositore danese.

## Biografia
Figlio di Niels Hansen, capitano e primo ufficiale della Royal Octroyered Danske Asiatiske Kompagni, e di Maren Brock (1734–1804), sorella di un mercante. Il padre morì nel 1760. Gram si indirizzò verso gli studi musicali e letterari. Nel 1781 si trasferì nelle Indie occidentali danesi, conosciute anche come "Isole Vergini Danesi" di cui mantennero il loro possesso dal 1752 al 1917, quando le rivendettero all'America. Vi rimase tre anni, facendo il segretario al governatore Heinrich Ludvig Ernst von Schimmelmann (1743-1793), nella sua piantagione di Saint Croix.
Nel 1785 lasciò l'isola e si trasferì a Boston dove divenne insegnante di musica e organista presso la "Chiesa riformata" di Brattle Street, strada non più esistente. La chiesa, probabilmente di tendenze calviniste, ebbe un periodo di forte richiamo verso la fine del Settecento, quando Hans Gram suonava l'organo e tra i parrocchiani figuravano nomi di spicco della società bostoniana dell'epoca come John Hancock, Samuel Adams, Joseph Warren, John Adams, Abigail Adams, Richard Clarke, Elizabeth Gooking Greenleaf, Jane Franklin Mecom, John Lowell, Henry Cabot Lodge, James Bowdoin (1676–1747) ed altri. Gram si sposò ed ebbe numerosi figli, morendo a soli 49 anni in estrema povertà.
Tra i suoi meriti quello di aver composto la partitura orchestrale, la prima pubblicata in America, The Death Song of an Indian Chief (Il canto della morte di un capo indiano). Scrisse la musica e il testo di diversi inni e fu co-editore de "The Massachusetts Compiler", considerato il primo trattato del movimento europeo di "riforma" della musica americana.
L'antropologo islandese Gísli Pálsson, autore del volume Hans Jonathan: The Man Who Stole Himself (2016), ritiene possibile che Gram possa essere stato il padre di Hans Jonatan, schiavo del governatore generale Heinrich Ludwig Ernst von Schimmelmann al tempo del suo domicilio a Saint Croix ed aver avuto una relazione con la madre di colore Emilia Regina. A testimonianza di queste sue affermazioni, oltre al diverso colore della pelle del figlio, dei tratti somatici e di altri particolari, rileva come al suo arrivo a Copenaghen, Jonatan avesse con sé un violino.